# Cozaana
Cozaana o Nosana o Pitao-Cozaana o Cosana (in lingua zapoteca, "parto") era la divinità zapoteca della caccia e creatrice dell'uomo e degli animali insieme a Nohuichana, sua moglie.
Era nume tutelare degli antenati.